# Tricholome de la Saint-Georges
Ne doit pas être confondu avec Marasme des Oréades.
Calocybe gambosa · Mousseron
Espèce
Calocybe gambosa (autrefois Tricholoma georgii), en français le Tricholome de la Saint-Georges ou le Mousseron parmi de nombreux autres noms vernaculaires, est une espèce de champignons (Fungi) basidiomycètes comestibles de la famille des Lyophyllaceae. Très fréquent en Europe et doté d'un parfum typique de farine, il pousse au printemps, en même temps que les morilles et dans le même habitat (fagetum), chaque année au même endroit, et très souvent en ronds de sorcières. 

## Taxonomie

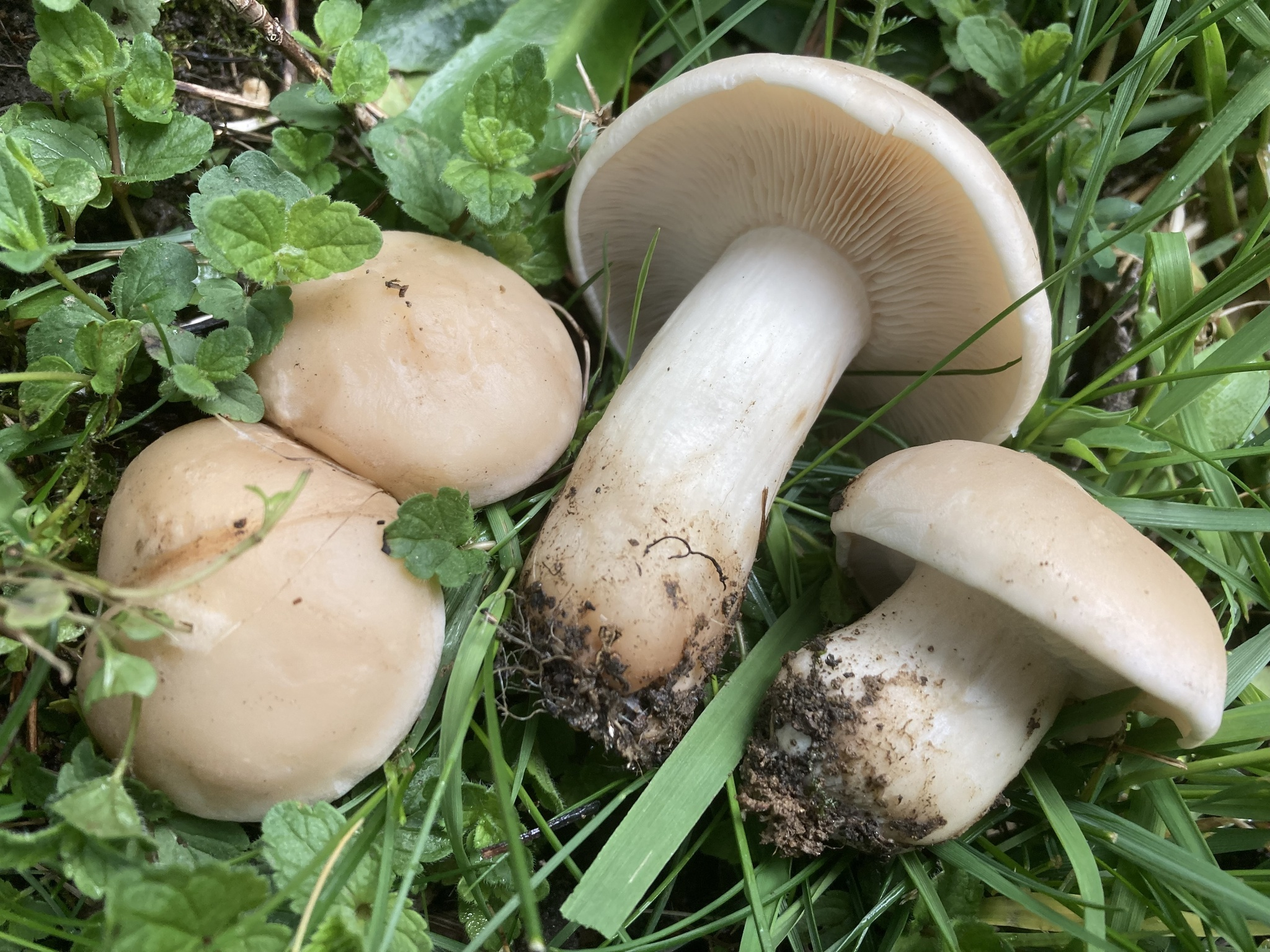
Collection de sporophores de C. gambosa en France.

Le nom correct complet (avec auteur) de ce taxon est Calocybe gambosa ((Fries) Donk 1962).

### Synonymes
Calocybe gambosa a pour synonymes
- Agaricus albellus DC. 1815 (synonyme)
- Aromaticus Agaricus Roques 1832 (synonyme)
- Agaricus gambosus Fr. 1821 (synonyme)
- Agaricus Georgii L. 1753 (synonyme)
- Calocybe Georgii var. aromatica (Roques) Pilat 1965 (synonyme)
- Calocybe Georgii var. gambosa (fr.) Kalamees 1994 (synonyme)
- Gyrophila Georgii (L.) Quel. 1886 (synonyme)
- Lyophyllum gambosum (Fr.) Singer, 1943 (synonyme)
- Tricholoma gambosum (Fr.) P. Kummer 1871 (synonyme)
- Tricholoma Georgii (L.) Quel. 1872[2] (synonyme)

### Phylogénie
Agaricus georgii pour Charles de l'Écluse (1601) et Linné (1753), Agaricus mouceron pour Bulliard (1791), Agaricus graveolens pour Persoon (1818), Tricholoma gambosum pour Fries (1821), longtemps Tricholoma georgii pour Quélet (1872), Lyophyllum georgii pour Singer (1943), cette espèce a donc vu les mycologues les plus fameux se pencher sur sa classification avant d'être placée dans l'ancien sous-genre Calocybe (Kühner, 1938) des Lyophyllum, élevé aujourd'hui au rang de genre, où elle fut recombinée par Donk en 1962.

### Étymologie
Son épithète scientifique actuelle est tirée du bas latin gambosus, « jambu », mais le champignon reste, en français comme dans la plupart des langues européennes, rattaché à Saint Georges en référence à son apparition printanière : la Saint-Georges se fête le 23 avril. S'il pousse à une date proche de la Saint-Georges c'est bien sûr par rapport à la Provence où vivait son découvreur, Lucien Quélet. Suivant la météo, il faut compter quelques jours de plus pour le Nord de la France et la Belgique et plus encore pour les pays scandinaves.

### Noms vernaculaires

#### Origine deMousseron
En français « mouceron » (1380) a précédé l'actuel « mousseron » en 1542, qui inspira l'anglais Muschroom (Old English 1561), « champignon comestible». Plus tôt encore est attesté moisserons (1225). Ce dernier est considéré comme issu du latin médiéval mussario, reconstitué à partir du catalan moixaruo, devenu moixernó. Le français mousse semble avoir signifié à l'origine les endroits marécageux encore connus en anglais sous le nom de moss et moor (anglais, allemand). Le mot moisir pourrait partager une même origine[réf. souhaitée]. On retrouve le suffixe ron dans Beauceron (habitant de la Beauce), ainsi que dans de nombreux autres mots, dont des noms de métiers, mais aussi des dérivés de noms d'objets ou d'être vivants, animaux et plantes. Une étymologie liée à mousse est donc probable (le mousseron désignant ainsi un champignon qui croît et est cueilli parmi la mousse). Une autre étymologie le fait dériver du grec mykès (d'où les Mycètes) issu de l'indo-européen commun *meu qui a donné en latin muscus (« mousse ») et mucus, allusion possible aux champignons qui se protègent contre la dessication par une couche de mucus qui recouvre leur chapeau et parfois aussi leur pied, ou à la mycophobie, les champignons étant associés aux mucosités nasales repoussantes.

#### Autres noms vernaculaires
- Français : tricholome de la Saint-Georges[7], misseron, mousseron vrai, mousseron de printemps, mousseron blanc, mousseron de Provence, moussaïrigo, moussaïrou, muscat, blanquet, braguet, brignolle, courcouliette, maggin[réf. nécessaire], et, dans les Vosges, saint-Georges, avrillot [7]. En occitan, selon les dialectes : "moucharoun", "moussaloun" ou "mousséroun" (orthographié mosharon, mossalon, mosseron, l'équivalent de mousseron en français).

## Description du sporophore
Le chapeau du champignon va de 5 à 10 cm, parfois plus, grégaire, annulaire, pouvant aller rarement jusqu'à 15 cm, globuleux, hémisphérique devenant convexe souvent irrégulier et bosselé puis s'étalant en vieillissant, épais, mat à finement velouté. La surface du champignon, la cuticule, est de couleur uniforme blanc-beige à abricot pâle, de couleur blanche à crème ou gris fauve, parfois teinté d'ocre clair quand il vieillit, mat et un peu velouté. La marge du chapeau est enroulée.
Ses lames sont serrées, inégales, blanc à crème, adnées à échancrées, fines et serrées, de couleur blanche ou crème. Le pied du champignon va de 3 à 6 cm; Il est trapu, blanchâtre, légèrement strié. 
La chair est épaisse et compacte, blanche. Son odeur est forte voire écœurante et sa saveur rappelle la farine fraîche. La sporée est blanche.

## Galerie

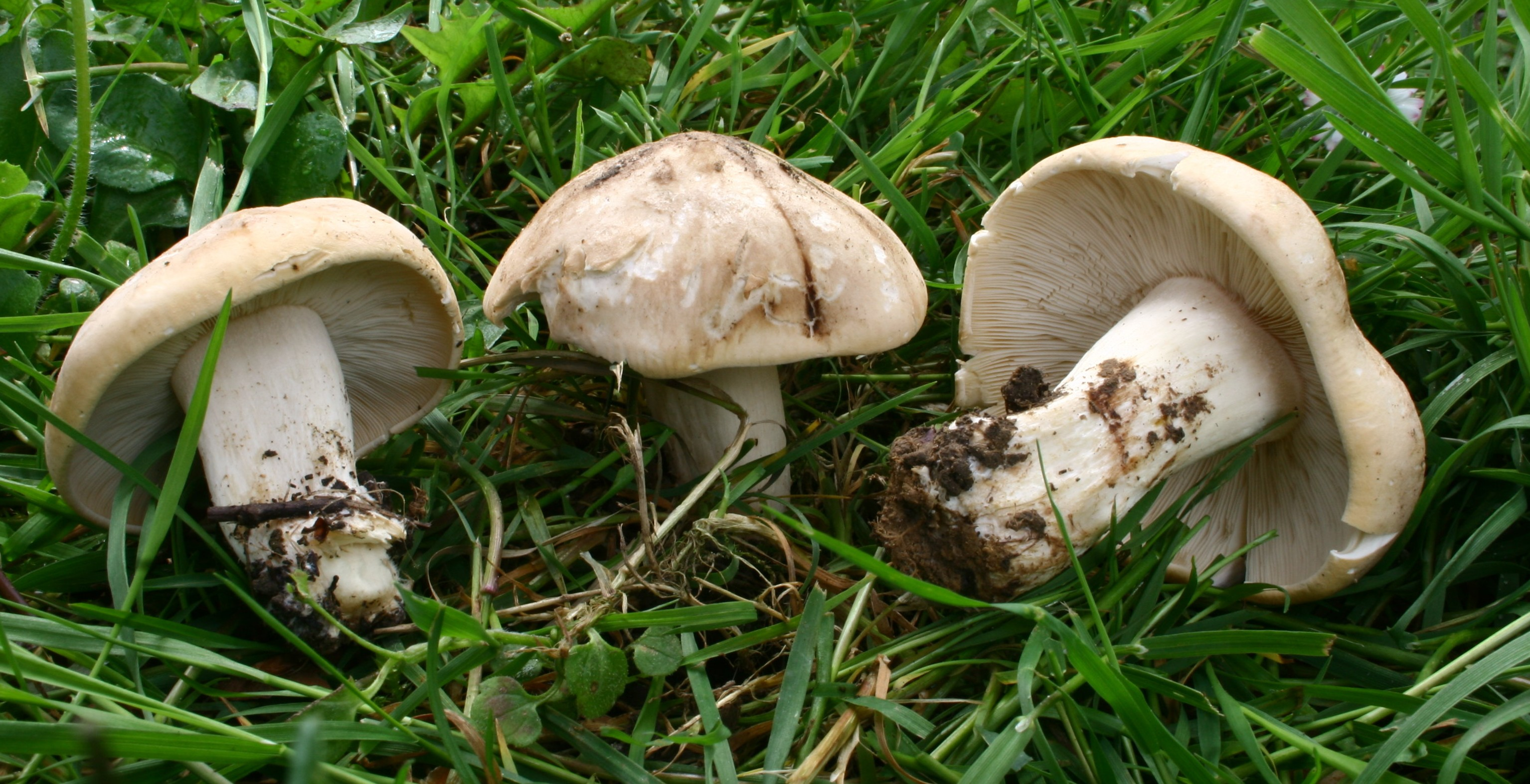
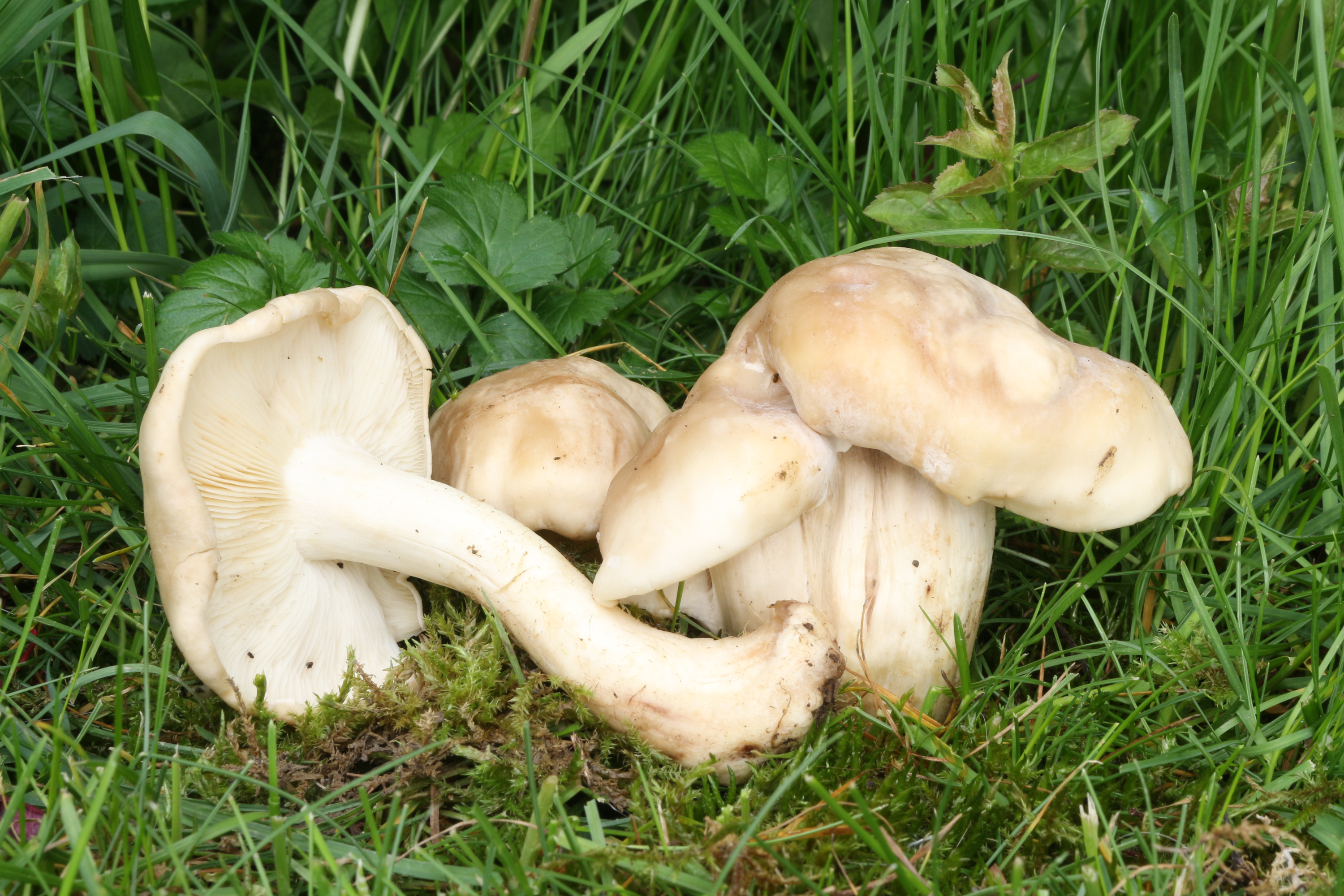
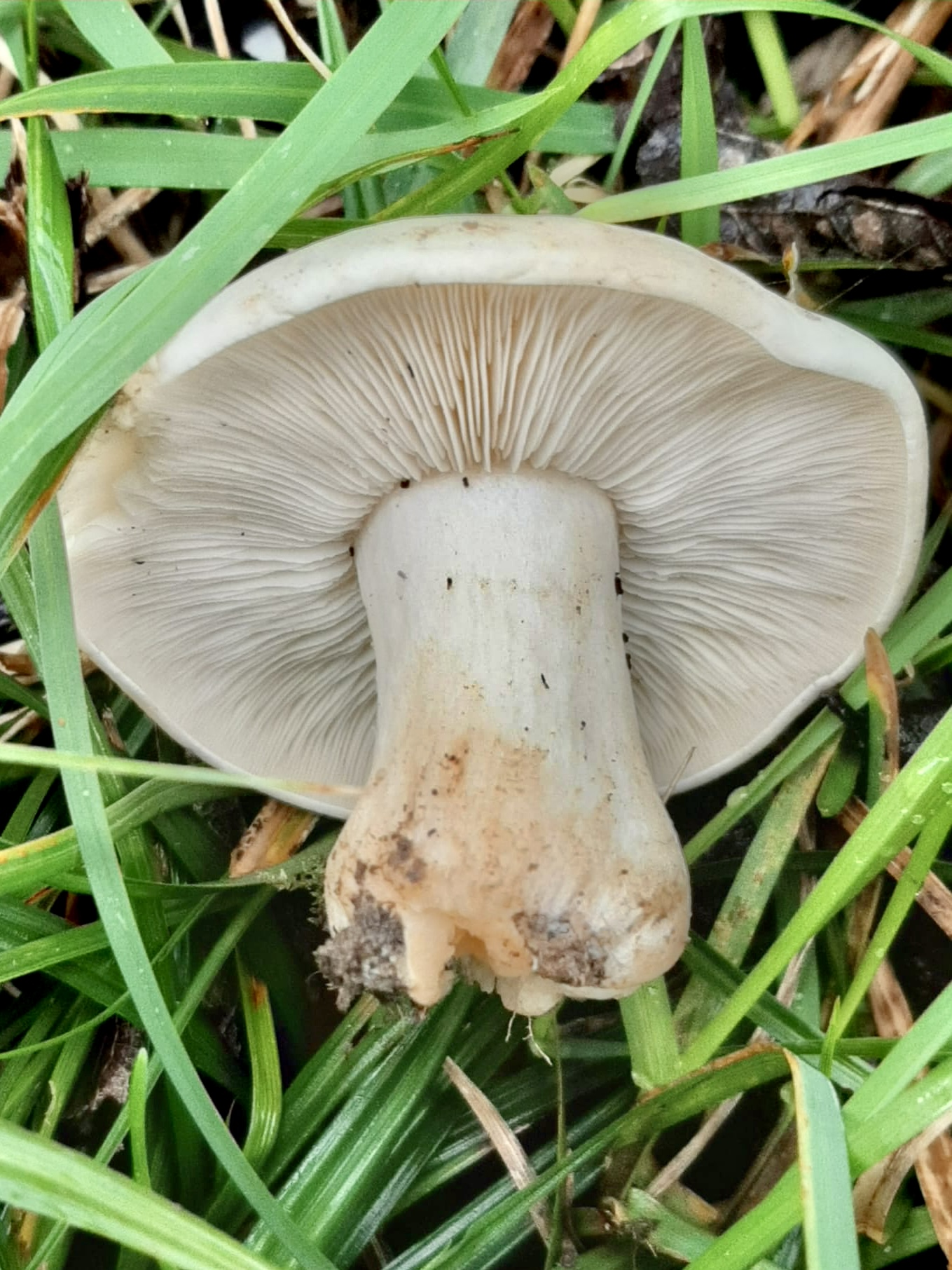
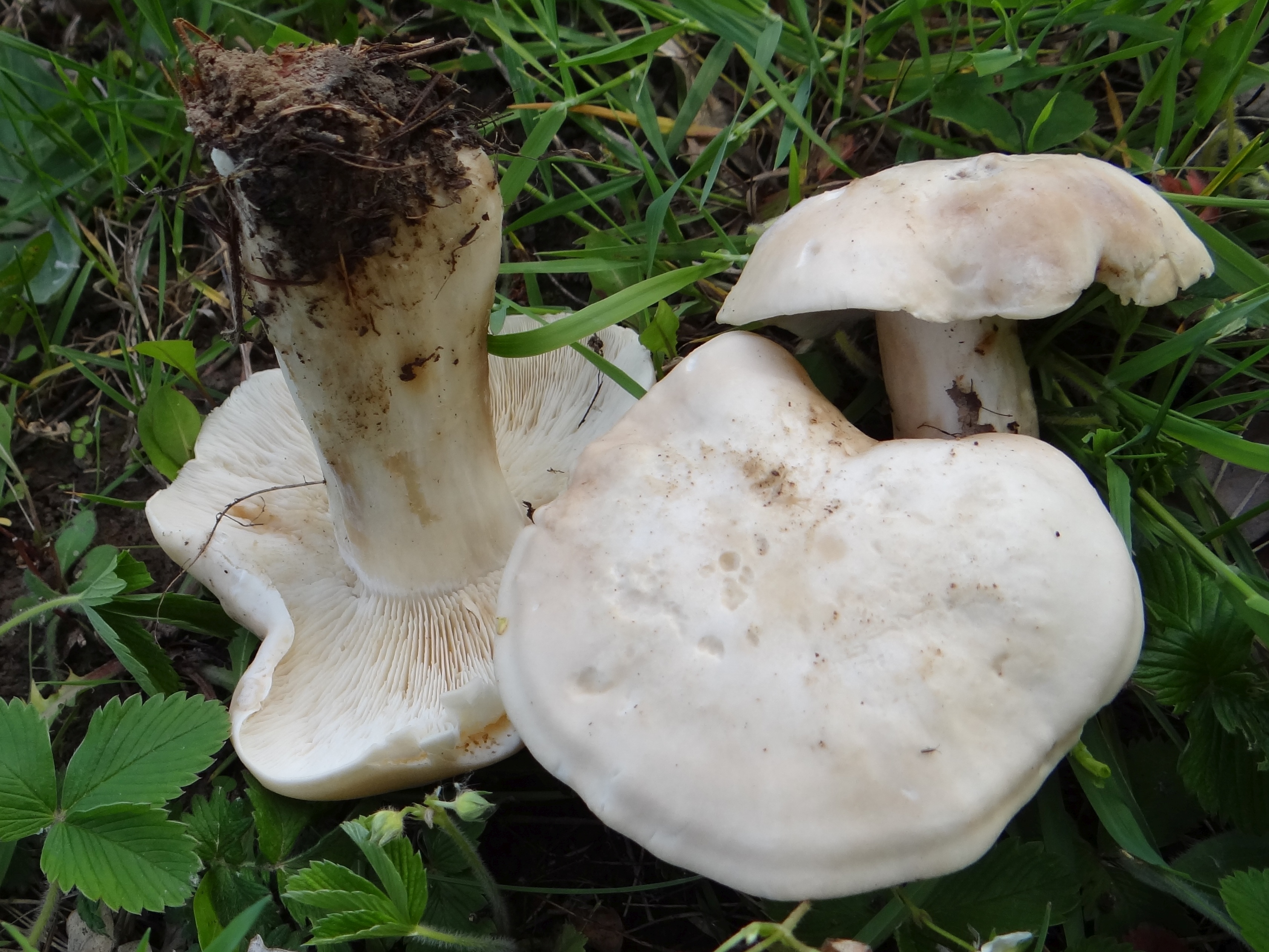
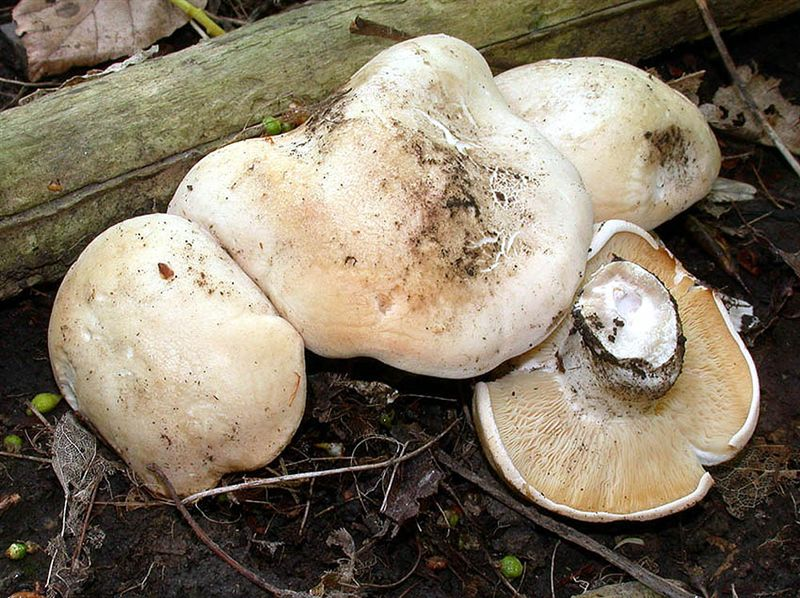
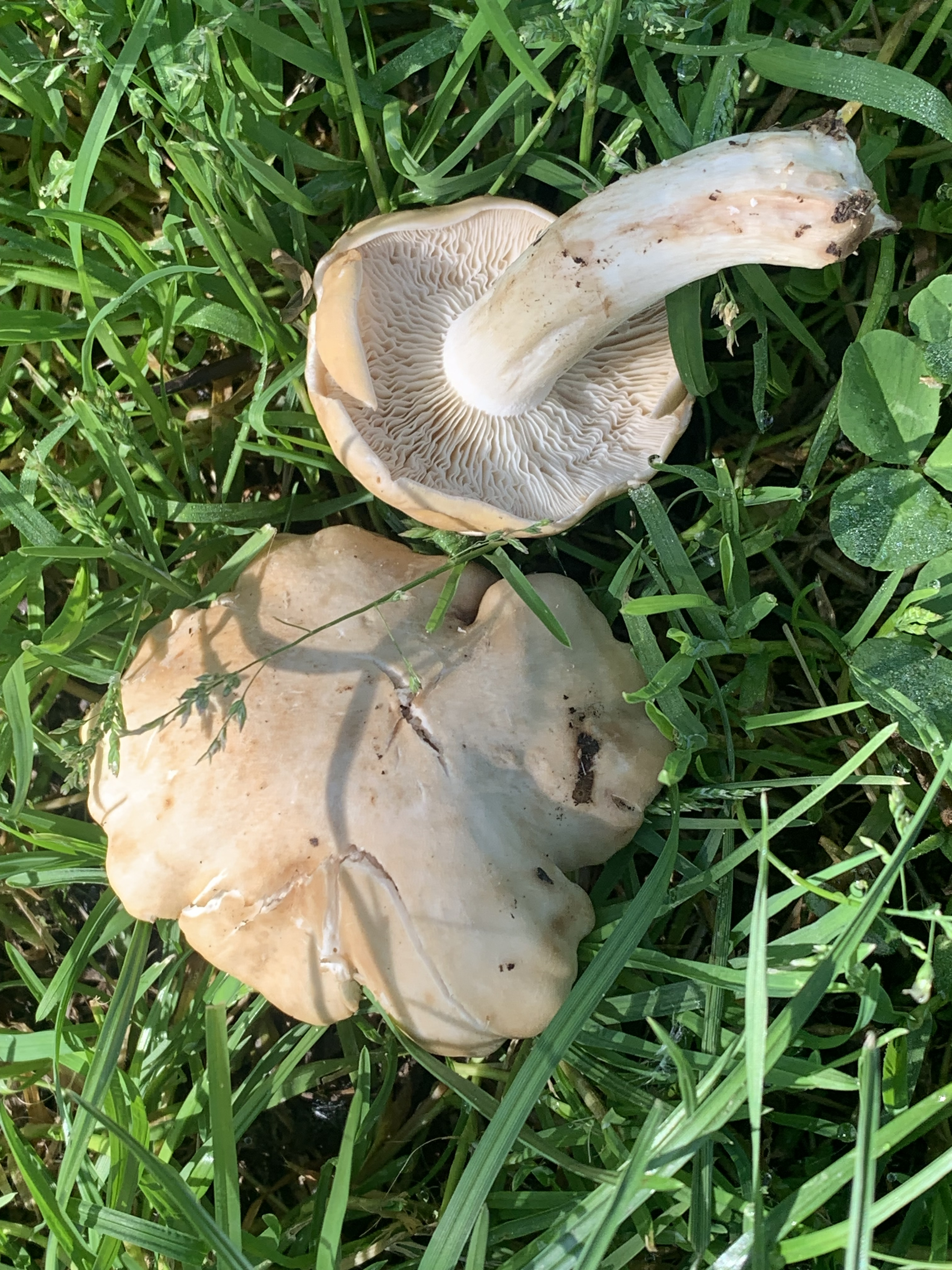
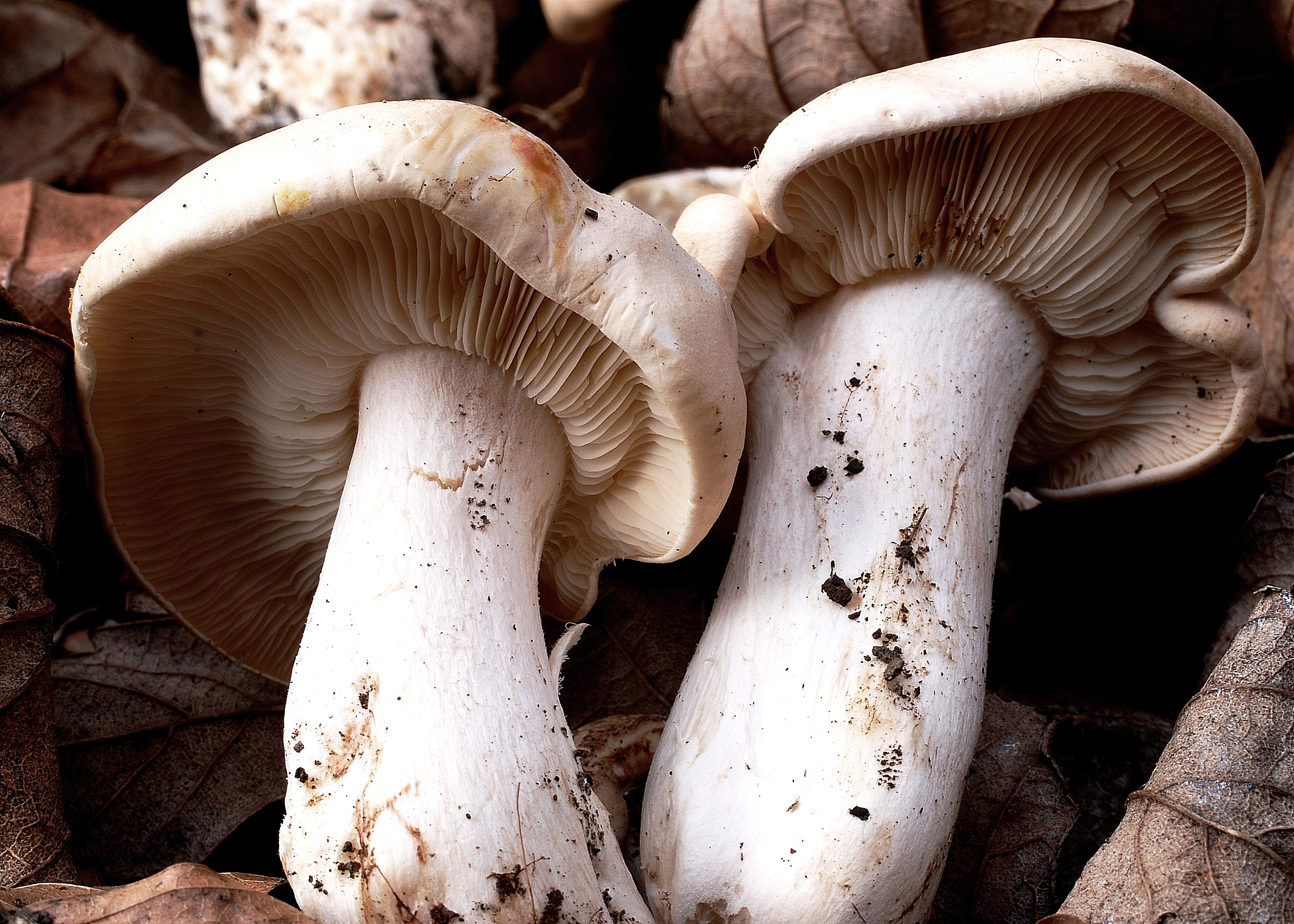
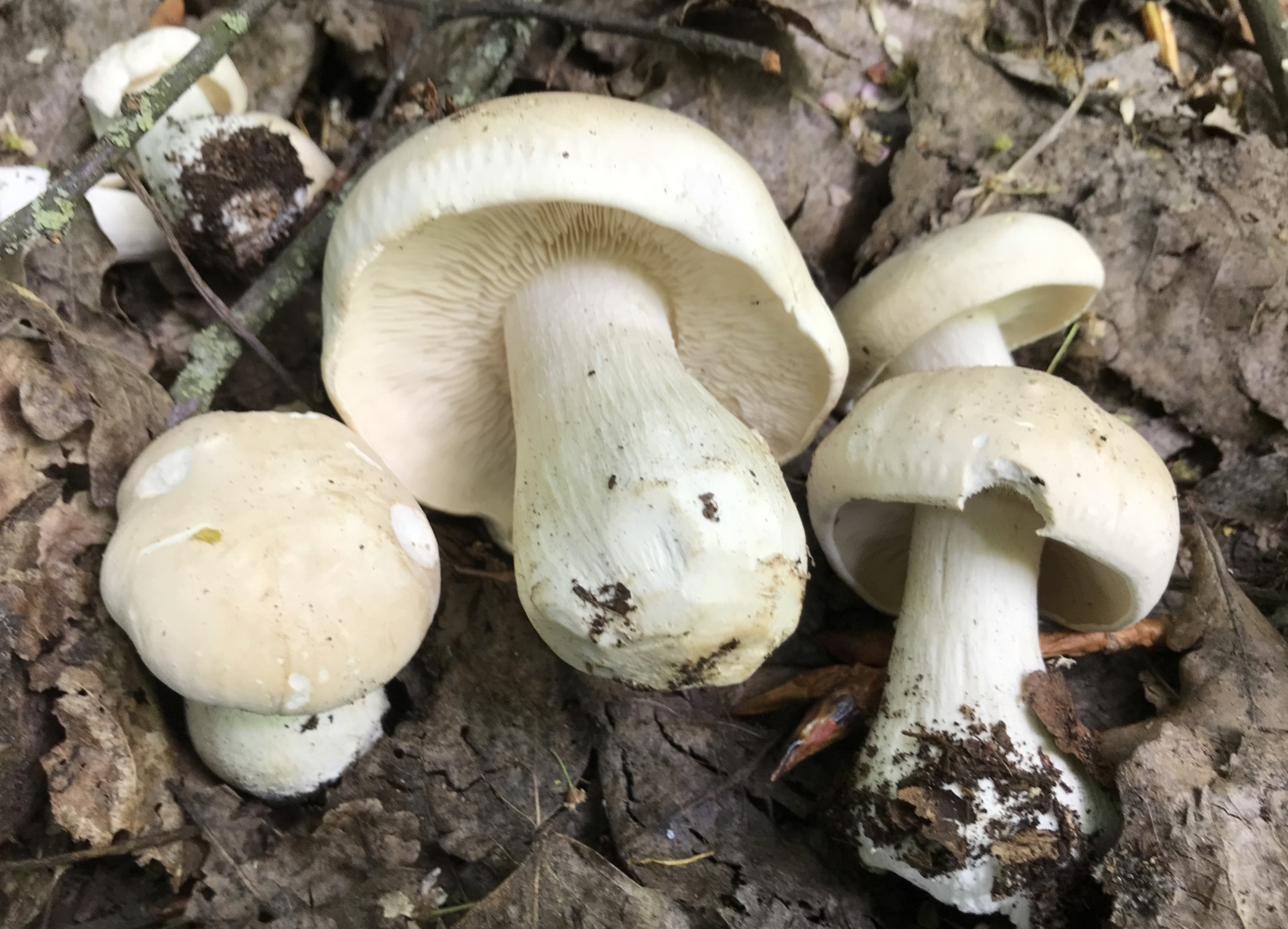
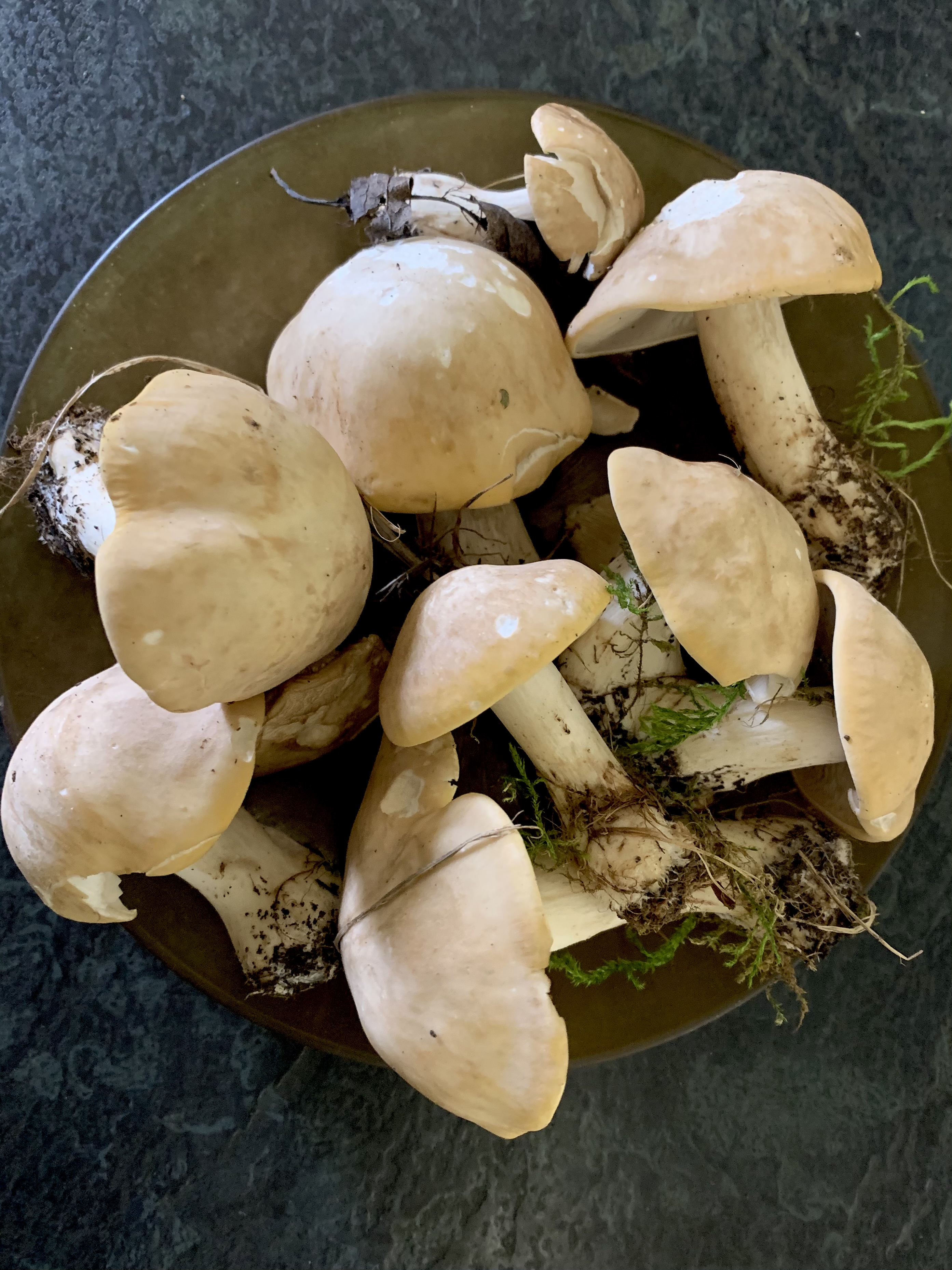
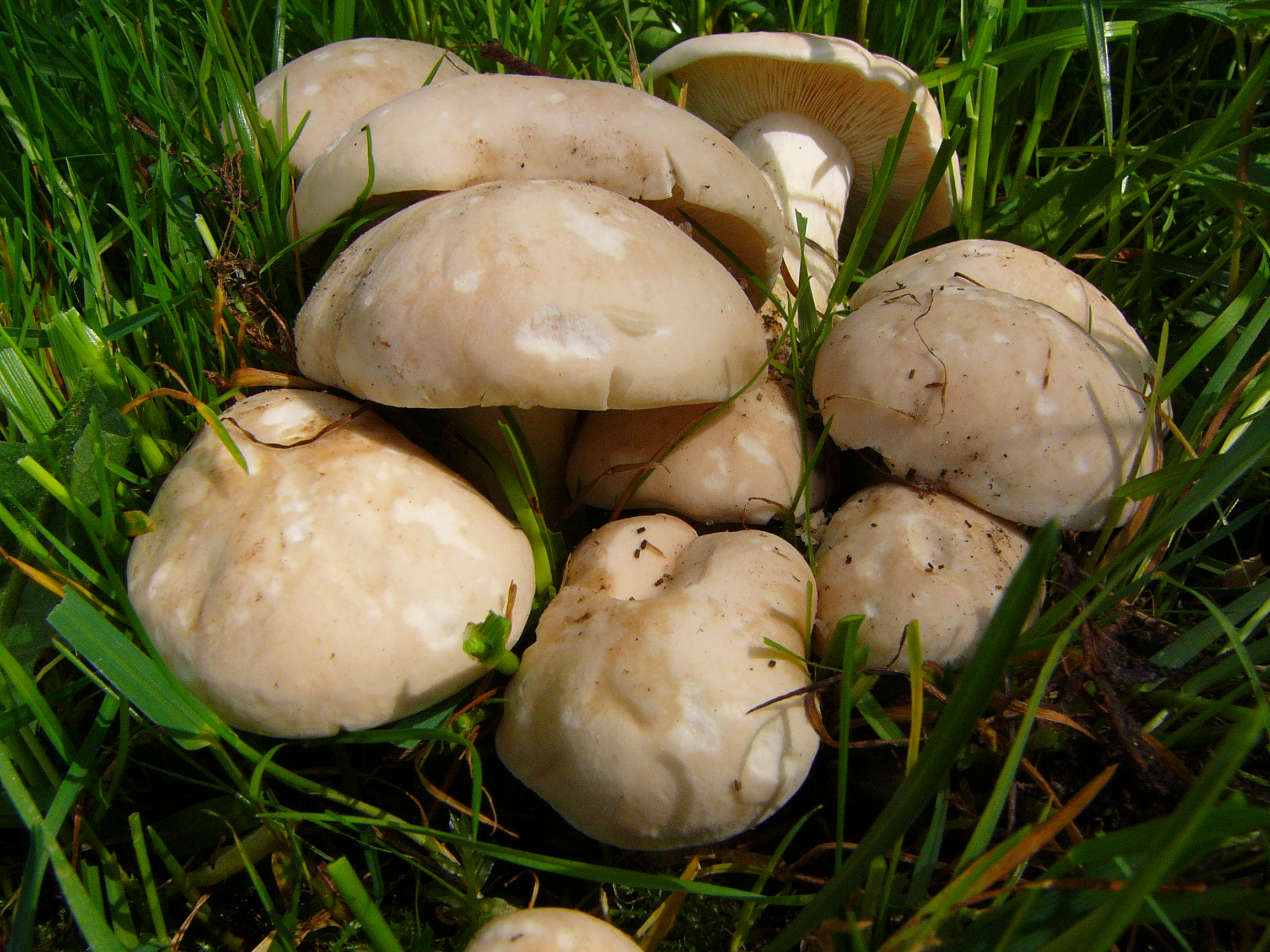
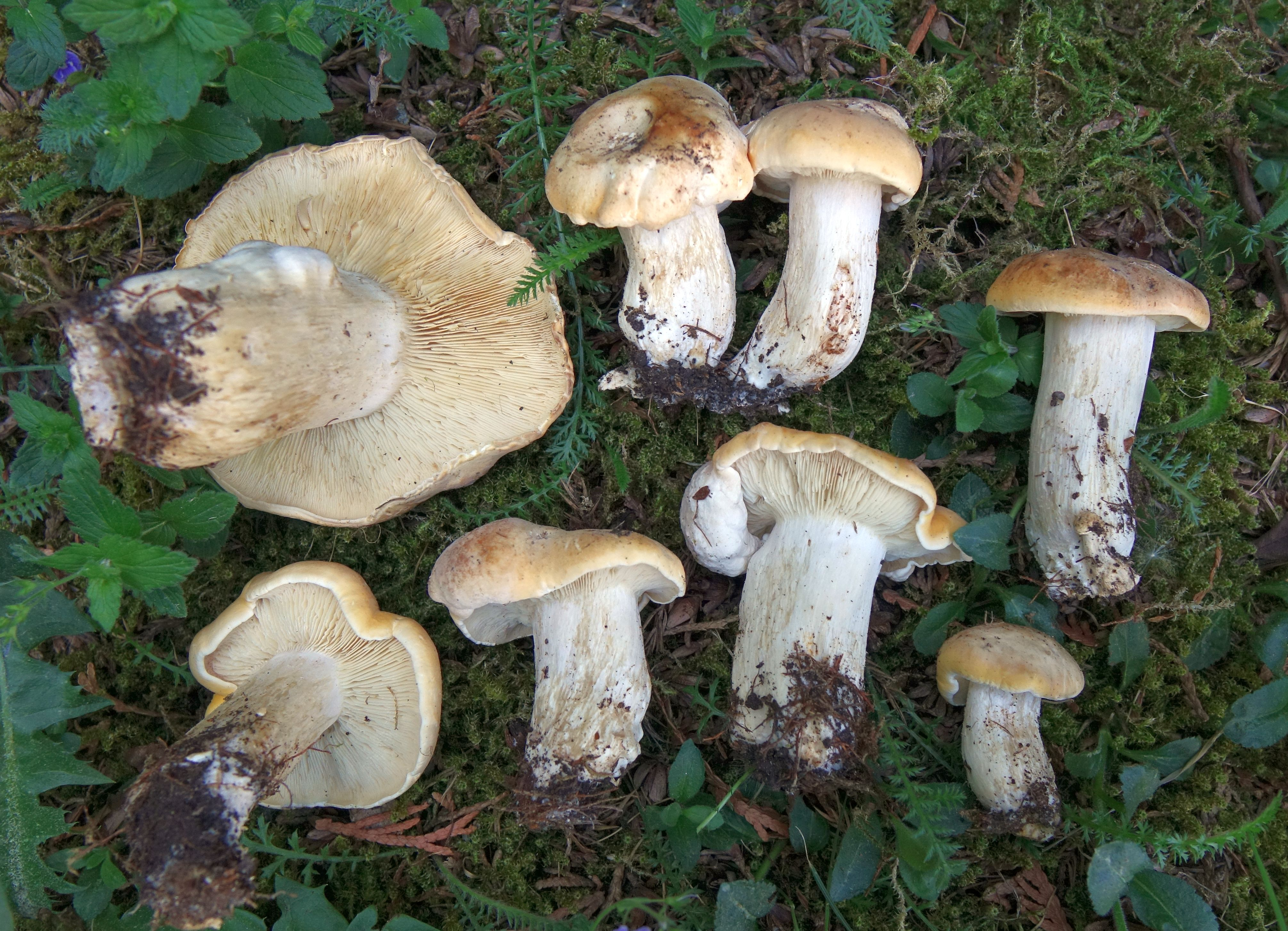

## Variétés et formes
- Calocybe gambosa var. flavida est une variété à cuticule jaune[8].

## Habitat et distribution
Ce « mousseron » pousse au printemps, de la fin avril à juin selon les régions, rarement à l'automne et souvent effectivement aux alentours de la Saint-Georges dans le Sud de la France, dans les vergers (pommiers), dans les prairies, les pelouses, les haies, surtout dans le voisinage des ormes et des aubépines. Extrêmement fidèle à ses stations, il forme souvent des cercles qui s'agrandissent régulièrement de quelques centimètres par an avant de finir par se disloquer en fonction des obstacles rencontrés. Il pousse à la même époque que les morilles.

## Comestibilité
Comestible savoureux et très recherché pour les uns, d'autant que c'est un des premiers champignons que l'on peut cueillir à la sortie de l'hiver, il est beaucoup moins apprécié par d'autres du fait de son goût de farine très prononcé. On pourra se contenter de quelques exemplaires très jeunes dans la sauce d'un rôti où ils remplaceront les petits champignons de Paris. De plus, ils sont parfaitement adéquats pour accompagner un poisson à chair blanche ou des coquilles Saint-Jacques, avec lesquelles ils se marient particulièrement bien.
Ce mousseron s'étant avéré hypoglycémiant (abaisse la teneur du sucre dans le sang) au point de pouvoir remplacer l'insuline des diabétiques, une consommation massive pourrait théoriquement provoquer chez des personnes non diabétiques, des malaises, nausées et vertiges, bien qu'aucun incident n'ait été signalé à ce jour.

## Confusions possibles
Le Tricholome de la St Georges étant une espèce exclusivement printanière, beaucoup d'espèces lui ressemblant et pouvant être confondues avec lui peuvent être écartées de par leur pousse automnale. Parmi elles on notera surtout le très toxique Entolome livide (Entoloma sinuatum) qui a une odeur semblable, mais vient en automne et dont les lames, d'abord jaunâtres, deviennent brun rosé à maturité. Il n'est cependant pas impossible qu'il fasse des poussées précoces au début de l'été, ce pourquoi il faut faire extrêmement attention lorsque l'on ramasse des Tricholomes de la St Georges tardifs vers la fin du printemps.
Concernant ses confusions possibles printanières, on notera les espèces suivantes :
- L'Inocybe de Patouillard (Inosperma erubescens), très toxique, qui vient à la même période. L'inocybe toxique montre un chapeau plus conique, puis longtemps mamelonné, rougissant après la cueillette. Ses lames sont deux fois plus larges et brunissent à maturité. Son odeur n'est pas farineuse et sa sporée est brun tabac, alors que celle du mousseron est blanche.
- Les Entolomes de printemps, surtout  l'Entolome des haies (Entoloma sepium), l'Entolome en bouclier (Entoloma clypeatum), et l'Entolome de Saunders (Entoloma saundersii), qui sont comestibles, ont un chapeau plutôt gris-brun (sauf sepium qui est plus clair et ressemble particulièrement à gambosa) plus ou moins mamelonné finement fibrilleux et une sporée rose.
- Melanoleuca strictipes et son groupe d'espèces, au chapeau blanc déprimé à maturité avec un mamelon léger, odeur pharmaceutique, lames blanche.

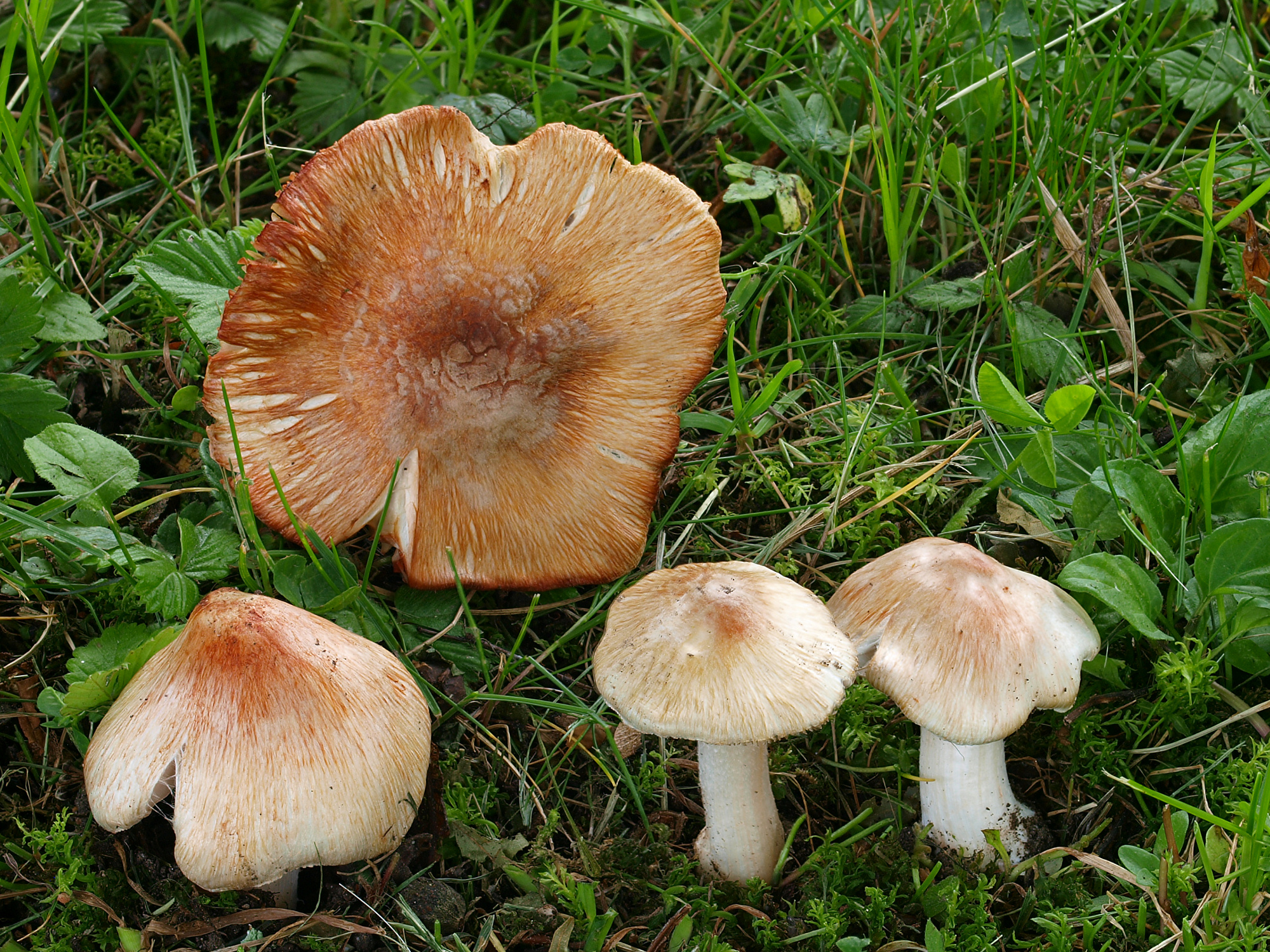
L'Inocybe de Patouillard (Inosperma erubescens)
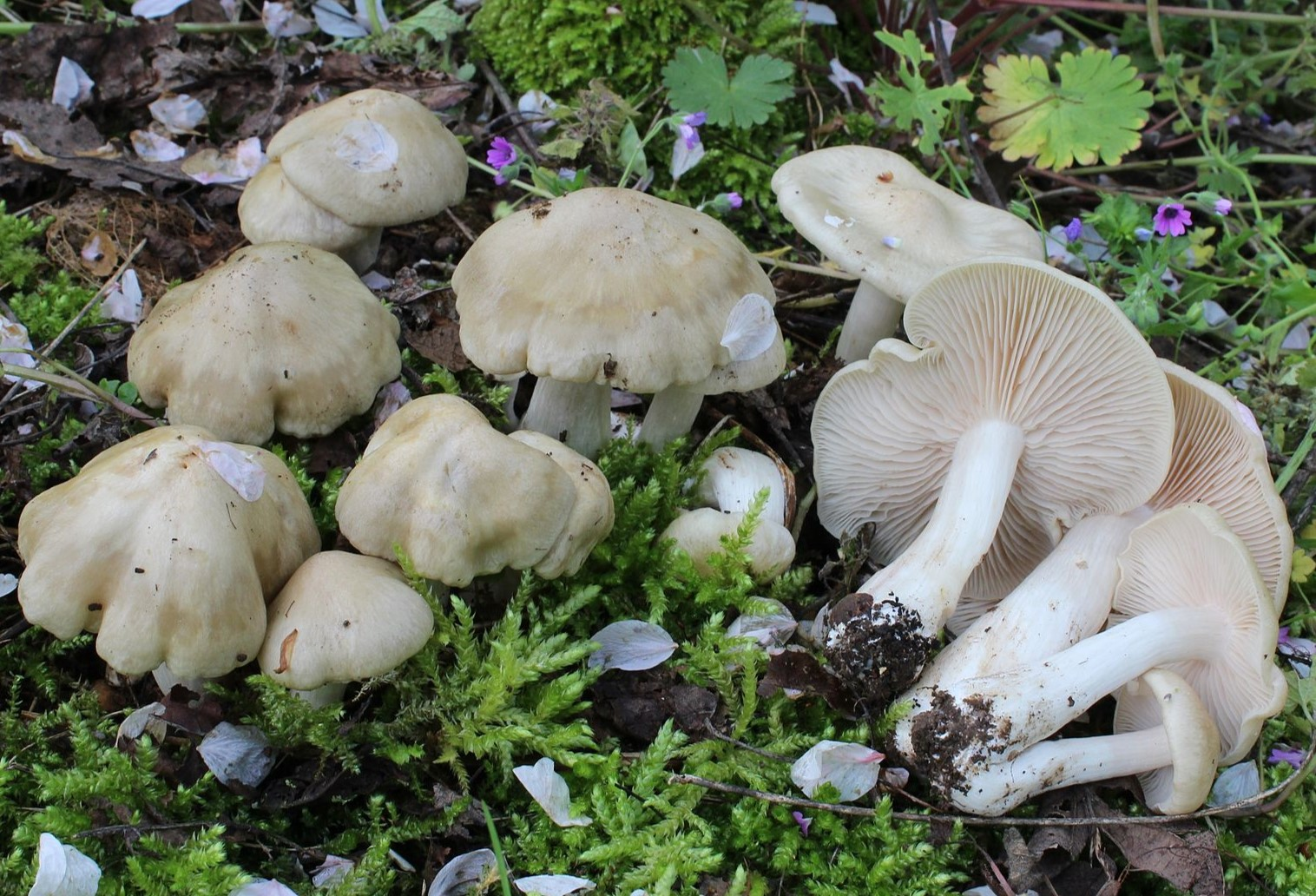
l'Entolome des haies (Entoloma sepium)
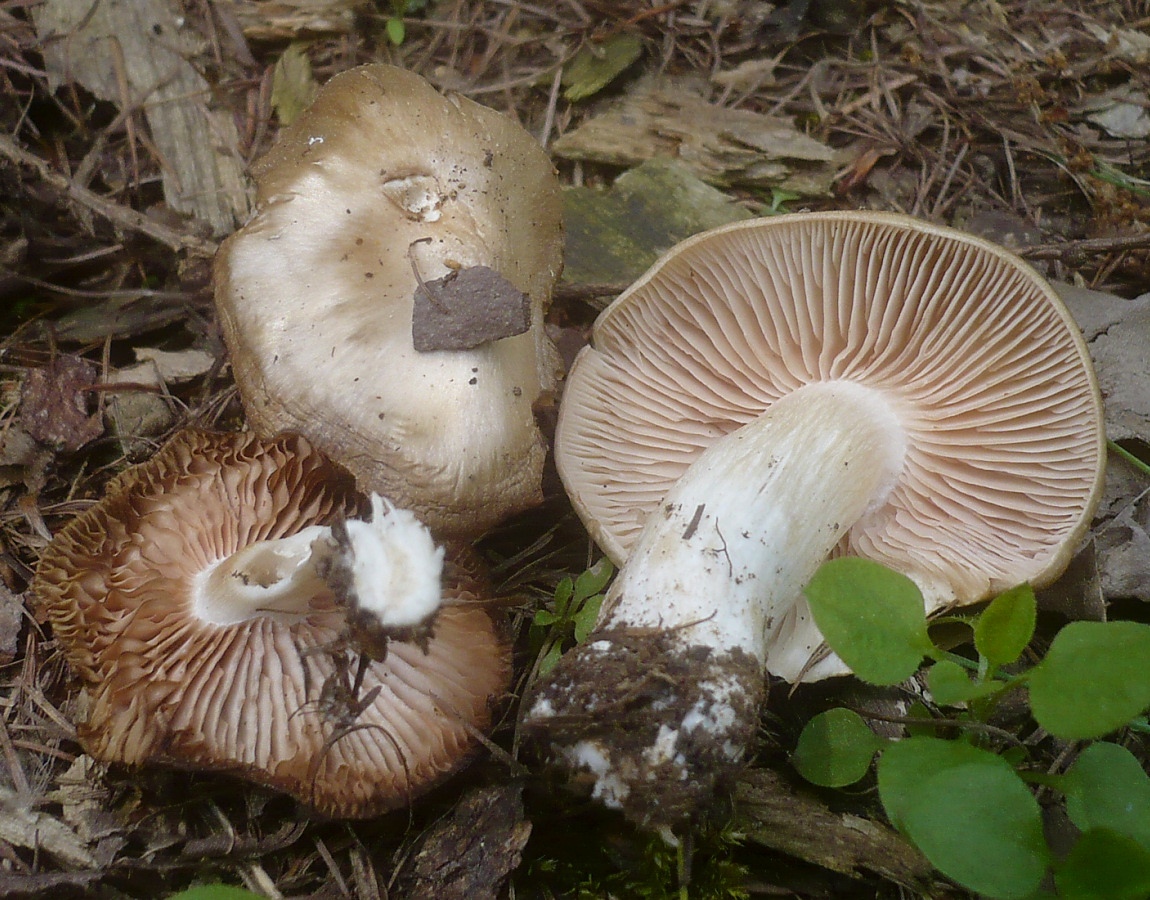
l'Entolome en bouclier (Entoloma clypeatum)
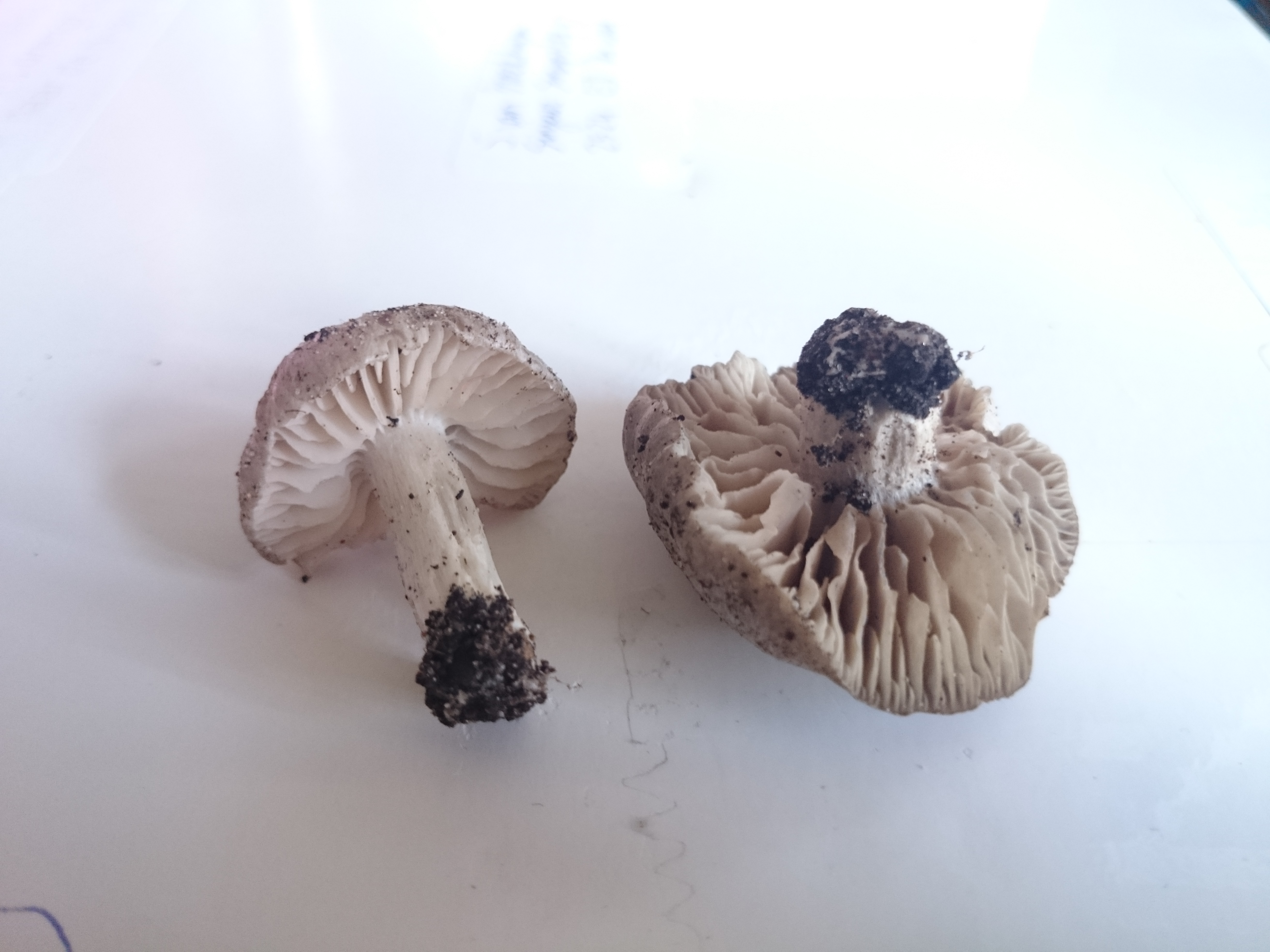
l'Entolome de Saunders (Entoloma saundersii)
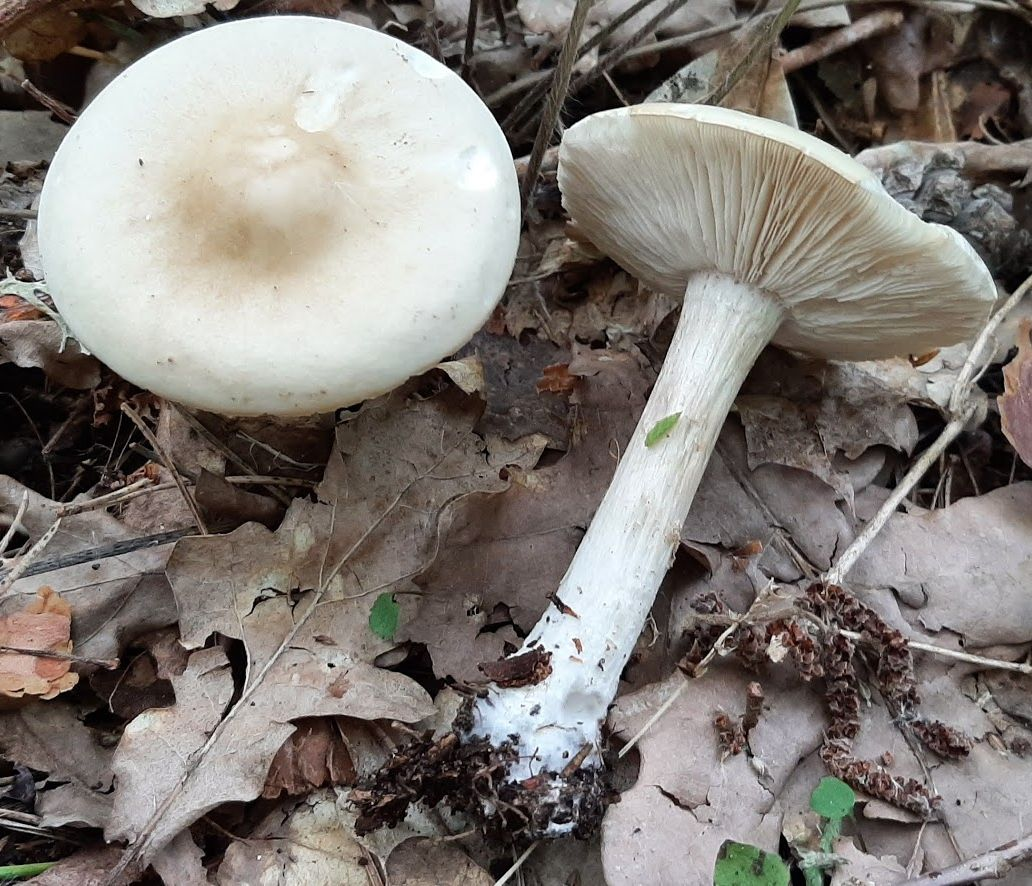
Melanoleuca strictipes